# Olga Grjasnova
Olga Grjasnova (německy Olga Grjasnowa; rodným jménem Olga Olegovna Grjaznovová, rusky Ольга Олеговна Грязнова); * 14. listopadu 1984, Baku, Ázerbájdžánská SSR) je německy píšící spisovatelka původem z Ázerbájdžánu, žijící od roku 1996 v Německu.

## Život a dílo
Narodila se jako dcera právníka a hudební pedagožky, do svých jedenácti let neovládala německý jazyk. Se svými rodiči hovoří stále rusky. Je provdaná za původem syrského, v Německu žijícího herce Ayhama Majida Agha, s nímž vychovává společnou dceru.

### České překlady
- Rus je ten, kdo miluje břízy (orig. 'Der Russe ist einer, der Birken liebt', 2012)[5]. 1. vyd. Brno: Větrné mlýny, 2016. 287 S. Překlad: Tereza Semotamová